# 나카니다정
나카니다정(中新田町)은 2003년까지 일본 미야기현 가미군에 있던 정이다. 현재는 가미정의 일부이다.

## 지리
- 산:
- 하천 : 나루세 강, 다가와, 타키 강, 메이카 강, 타다 강
- 호수:

## 연혁
- 1889년 4월 1일 - 정촌제 시행에 수반해 나카니다촌 단독으로 정제를 시행해 나카니다정이 성립하였다.
- 1954년 8월 1일 - 나루세촌, 히로하라촌과 합병해 새로운 나카니다정이 형성하였다.
- 2003년 4월 1일 - 오노다정, 미야자키정과 합병해 가미정이 되었다.

## 교통

### 철도
- 센다이 철도 - 1925년부터 1960년까지 니시후루카와역 사이를 운행하였다. 또한 1929년부터 1950년까지는 기타센다이 방면으로도 운행하였다.

### 도로
- 국도 347호선

## 출신유명인
- 이가라시 미키오(いがらしみきお) - 만화가
- 이토 소이치로(伊藤宗一郎) - 정치인, 중의원 의장
- 혼마 슈타로(本間俊太郎) - 전 미야기현 지사
- 타카가이 에미코(髙階恵美子) - 참의원 의원
- 이노마타 히로후미(猪股洋文) - 가미정장